# Hôtel de la Monnaie de Metz
Pour les articles homonymes, voir Hôtel de la Monnaie.
L’hôtel de la Monnaie est un édifice ayant servi à frapper des monnaies à Metz. Aujourd’hui disparu, il était situé entre les rues de l’Abreuvoir et de la Monnaie. La marque de l’atelier pour la traçabilité des monnaies est AA Metz.

## Contexte historique
Metz au Moyen Âge est une grande cité marchande à la croisée des routes commerciales qui traversent l’Europe. La ville a le droit de frapper sa monnaie dès le XIIe siècle. La bourgeoisie de Metz s’enrichissant, elle fait de la cité une république oligarchique brillante. Les XIIIe et XIVe siècles constituent l’une des périodes les plus prospères dans l’histoire de Metz, qui compte alors près de 30 000 habitants, soit la plus grande concentration urbaine de Lorraine. Ses foires sont très fréquentées et sa monnaie, la première de la région jusqu’en 1300, est acceptée dans toute l’Europe.

## Construction et aménagements
L’hôtel de la Monnaie de Metz est édifié en 1435 non loin de la place du Change, actuelle place Saint-Louis. Au XVIe siècle, Didier Le Braconnier dit de Courcelles, un des treize, est maître de la Monnaie de Metz, lui succède son fils Raphaël (1585-†1645). L’hôtel de la Monnaie est ravagé par un incendie en 1654. Il est reconstruit peu après. Les dernières monnaies municipales y sont fabriquées jusqu’en 1661. Le parlement de Metz décide en 1662 la suppression du monnayage municipal et abandonne au Roi ses privilèges de droit régalien de fabrication des espèces. Malgré l’édit du 22 juillet 1679 de démonétiser les monnaies municipales de Metz, elles continuèrent encore de circuler pendant plus de cinquante ans.

## Affectations successives
Ayant perdu sa fonction première, le bâtiment existe néanmoins jusqu’au début du XXe siècle, date à laquelle il est presque totalement démoli. Des vestiges, vraisemblablement du XVe siècle, sont conservés dans la cour : l’escalier tournant en pierre enfermé dans une tourelle polygonale, ainsi que la balustrade sont aujourd’hui classés monuments historiques. L’escalier se distingue également dans le « vestibule 9 » sur un plan détaillé de 1701.
Un arrêté du 30 mai 1803 décide de ne pas rouvrir la Monnaie de Metz. Elle est désaffectée et un arrêté du Préfet de la Moselle du 7 septembre 1804 concède le bâtiment au Bureau de bienfaisance de Metz qui le vend le 15 mars 1819 à Jean-Nicolas Watrin. Ce dernier revend en décembre 1825 et en septembre 1835 diverses parties du bâtiment, jusqu’à revendre ce qui lui restait en janvier 1837 à deux de ses filles, qui le revendent elles-mêmes aux demoiselles Nicolas en juin 1866. 
La Ville de Metz récupère l’édifice entre 1866 et 1904 : il comporte 41 logements et 31 locataires, certains locataires occupant plusieurs logements à la fois. En 1904, la Monnaie est devenue un taudis insalubre occupé par plus de 100 habitants. Des extraits de la Metzer Zeitung de mars 1904 et décembre 1905 détaillent son état de délabrement. L’hôtel est à nouveau désaffecté. L’affiche bilingue concernant l’« Adjudication des travaux de démolition » de la Monnaie est datée du 28 juillet 1906 Les Musées de Metz conservent dix négatifs en verre montrant des vues des travaux de démolition commencés vers le 3 septembre 1906 et qui n’étaient pas achevés au 11 février 1909.
Entre 1909 et 1911, la municipalité  fait édifier à la place de l’hôtel, la Münzschule ou école de la Monnaie, comportant deux écoles élémentaires jumelles pour garçons et filles. L’une est devenue l’école primaire d’application et biculturelle Gaston-Hoffman, 12 rue de l’Abreuvoir et l’autre l’école maternelle Metz-Centre Saint-Maximin, 29 rue Haute-Seille. Le bâtiment abrite également l’Institut d’éducation sensorielle (services administratifs du PEP 57 ; association des Pupilles de l’Enseignement Public), 8 rue de la Monnaie. Les vestiges subsistants de l’hôtel de la Monnaie se situent dans la cour de l’école primaire Gaston-Hoffman.

## Iconographie
- Carte postale « "Metz / Innenhof der alten Münze / Intérieur de l’ancien hôtel de la Monnaie », non datée (vers 1902 – 1904), no 67, Hurlin, Metz (cliché H. Prillot), 14 × 9 cm. Elle sert à un dessin au fusain publié par Marius Mutelet dans « Metz romantique », Metz[5].